# Trois Pistoles (bière)
Pour les articles homonymes, voir Trois-Pistoles (homonymie).
La Trois Pistoles est une bière québécoise d'une couleur rubis très foncé (mais pas noire) d'inspiration belge brassée par Unibroue depuis [Quand ?]. Son nom évoque la légende du cheval noir de Trois-Pistoles, au Bas-Saint-Laurent. 
Son goût, malgré son degré d'alcool de 9°, rappelle celui de petits fruits suivi d'un goût malté. Sa finale rappelle son degré d'alcool. Évidemment, la présence de la levure se fait sentir (ainsi que certains esters). On peut y déceler certaines notes de cannelle, d'agrumes et de caramel. À boire entre 12 et 14°C.